# Jacques Guerrier de Dumast
Jacques Guerrier de Dumast, né le 21 mai 1927 à Nancy et décédé le 6 mai 2017 à Rueil-Malmaison,, est un banquier français, PDG de Fidelity Bank France de 1973 à 1978, président de la Banque de la Méditerranée (Beyrouth puis Paris) de 1974 à 1980, et président de SBS France de 1992 à 1998.
Il fut aussi président des œuvres hospitalières françaises de l'ordre de Malte.

## Famille
Jacques Guerrier de Dumast est le fils du général baron Maxime Guerrier de Dumast et de Jeanne Comtesse de Gourcy Récicourt. Il se marie le 29 mars 1951 à Cécile née de Fromont de Bouaille. Ils ont trois enfants : Patrick, Chrystèle, Anne-Lorraine.

## Biographie
Jacques Guerrier de Dumast fait ses études au collège Stanislas (Paris) puis à l'école spéciale militaire de Saint-Cyr.
Jacques Guerrier de Dumast est reçu au sein d’un ordre militaire et religieux[évasif] pour le service duquel il devint diplomate. Il est aussi lié au Nouveau Cercle de l'Union dont il était vice-président.
En 1950, Jacques Guerrier de Dumast rejoint la Banque de l'Union Européenne en tant qu'attaché de direction, puis directeur adjoint à la direction internationale à partir de 1963. En 1969, il devient DG de Fidelity Bank France, puis PDG en 1973 et vice-président de Fidelity Bank à Philadelphie jusqu'en 1978. Il préside la Banque de la Méditerranée à Beyrouth en 1974, puis en France de 1976 à 1980. Il est administrateur de la Banque d'affaires franco-arabe de 1977 à 1979, puis conseiller jusqu'en 1980, et PDG de la Société de Gestion et d’Entreprise (Soge) de 1970 à 80. À partir de 1981, il est conseiller représentant de la Société de banque suisse (SBS) à Paris, et ce jusqu'en 1995,. En juillet 1992, il prend la présidence de Compagnie Financière SBS France. Il remplace Jacques-Henri David, alors PDG de Pallas-Stern. Il est également censeur de la Société de développement régional d'Alsace-Sade de 1985 à 1994, censeur de la Société de développement régional du Centre-Est de 1981 à 1993), et vice-président du Crédit de la Bourse de 1990 à 1996.
En 2001, il devient ambassadeur de l'ordre souverain de Malte au Liban. Il présente ses lettres de créances à Émile Lahoud en juillet 2001,. Il y gère les 10 centres de soins liés à la fondation de l'ordre. En décembre 2009, il se voit décerner le titre de citoyen d'honneur de la ville de Bethléem.

## Autres fonctions
- 1995-2002 : Président des œuvres hospitalières françaises de l'ordre de Malte
- 1996-2001 : Présidence de l'Association française des membres de l'ordre souverain de Malte (puis vice-président)
- Membre du Cercle de l'Union interalliée.
- Membre du Nouveau Cercle de l'Union.
- Membre du Conseil d'Administration du Centre des Professions Financières.

## Publications
- Patrice Lancel (préf. Jacques Guerrier de Dumast), Sud-Kivu - urgence humanitaire dans les camps de réfugiés, un médecin raconte, L'Harmattan, 26 mai 1997.

## Décorations
- Chevalier de la Légion d'honneur[2]
- Grand officier de l'ordre national du Cèdre (Liban)
- Grand officier de l'ordre national du Lion du Sénégal[2]
- Grand-croix de l'ordre pro Merito Melitensi (ordre du mérite de l'Ordre souverain de Malte)[2]
- Bailli grand-croix d'honneur et de dévotion de l'ordre souverain de Malte[2]
- Commandeur de l'ordre de Saint-Grégoire-le-Grand
- Grand-croix du Mérite de l'Ordre équestre du Saint-Sépulcre de Jérusalem
- Commandeur de l'ordre national de Madagascar[2]